# Pastoraal Instituut van de Nederlandse Kerkprovincie
In 1962 kreeg de franciscaan Walter Goddijn van het Nederlandse episcopaat de opdracht een wetenschappelijk bureau te beginnen om de bisschoppen en de provinciaals van ordes en congregaties te adviseren tijdens het Tweede Vaticaans Concilie dat in datzelfde jaar van start was gegaan. De taakomschrijving concentreerde zich op het voorbereiden van pastorale beleidsbeslissingen en het bieden van diensten op het terrein van documentatie en oriëntatie.  Dit bureau werd op 1 november 1963 opgericht en ging na 1965 onder de naam Pastoraal Instituut van de Nederlandse Kerkprovincie (PINK) tevens functioneren als het secretariaat van het Pastoraal Concilie van de Nederlandse Kerkprovincie (1966-1970). 
Al bestaande commissies waren ‘Landelijke Raad voor de Roeping’, ‘Nederlandse commissie voor Liturgie’, ‘Nationale commissie voor registratie en statistiek’. 
Nieuwe commissies: ‘Klein Seminaries’, ‘Hogere Studies’, ‘Voortgezette Pastorale vorming’, ‘Geloofsbeleving van de priesters’, ‘Organisatiestructuur van het dekenaat’, ‘Pastorale Documentatie en Informatie’, ‘Kerk en Publiciteit’, ‘Kerk en economie’. Daarnaast waren er ad-hoccommissies voor ‘Benoemingsbeleid, ‘Vormingswerk Volwassenen’, ‘Prediking’, ‘Broeders en zusters in de zielzorg’, ‘Katechese en zielzorg’ en commissie ‘Pastoraal Plan’.
Dit instituut lanceerde radicale veranderingsvoorstellen, waaronder de oproep tot afschaffing van het celibaat, tot invoering van echtscheiding en de vrouwenwijding. Op 1 september 1972 werd het PINK opgeheven en fuseerde het PINK met het Secretariaat van de Rooms-Katholieke Kerkprovincie in Nederland te Utrecht.  Al die tijd stond het onder leiding van Goddijn.
Van 1967 tot 1972 was Ruud Huysmans verbonden aan dit instituut.